# Mannsjön
Mannsjön är en sjö i Ragunda kommun i Jämtland och ingår i Indalsälvens huvudavrinningsområde. Sjön har en area på 0,178 kvadratkilometer och ligger 207,9 meter över havet.

## Delavrinningsområde
Mannsjön ingår i det delavrinningsområde (699220-153156) som SMHI kallar för Utloppet av Mannsjön. Medelhöjden är 250 meter över havet och ytan är 6,23 kvadratkilometer. Räknas de 29 avrinningsområdena uppströms in blir den ackumulerade arean 228,65 kvadratkilometer. Singsån (Prästån) som avvattnar avrinningsområdet har biflödesordning 2, vilket innebär att vattnet flödar genom totalt 2 vattendrag innan det når havet efter 112 kilometer. Avrinningsområdet består mestadels av skog (92 procent). Avrinningsområdet har 0,17 kvadratkilometer vattenytor vilket ger det en sjöprocent på 2,8 procent.